# Andreas Evald Meinert Tang
Andreas Evald Meinert Tang (26. maj 1803 – 12. august 1868) var en dansk godsejer og politiker og medlem af den grundlovgivende rigsforsamling. Etatsråd 1856.
Evald blev født 26. maj 1803 på Nørre Vosborg som søn af kammerråd og godsejer Niels Kjær Tang (1767-1814) og Marie Cathrine Meinert (1776-1855). Død 12. aug. 1868 på Nørre Vosborg.
Gift 22. dec. 1837 i København med Maria Elisa (Molly Elise) Fenger (1807-1885), datter af sæbefabrikant Johannes Fenger (1767-1829) og Christine Lorenze Meinert (1779-1834).
Evald Tangs oldefar var fæstebonde, hans farfar var købmand i Ringkøbing, hvor han tjente penge nok til at købe Nørre Vosborg og andre ejendomme. Efter at have gået i Ribe Latinskole lærte Evald Tang landvæsen i Holsten og overtog 1825 den fædrene gård. I 1840 blev han landvæsenskommissær, var 1842-46 amtsrådsmedlem og suppleant i Viborg Stænderforsamling. 1848-49 var han medlem af den grundlovgivende rigsforsamling, 1849-66 af Landstinget og 1864-66 også af Rigsrådets Landsting.

## Eksterne kilder og henvisninger
- Dansk Biografisk Leksikon
- A. E. M. Tangs slægt